# Bassins
Bassins (toponimo francese) è un comune svizzero di 1 317 abitanti del Canton Vaud, nel distretto di Nyon.

## Storia

### Simboli
Secondo una leggenda, Bassins e Arzier-Le Muids, rappresentati nello stemma dall'orso e dalla volpe, si contendevano la foresta di Fyai, situata nella valle tra i due comuni (non ci sono informazioni su quale animale rappresenti l'uno o l'altro paese). Per metterli d'accordo, lo Stato, simboleggiato dall'uccello posato sull'abete, prese possesso della foresta. La fontana sottolinea la presenza di numerose fonti all'interno del comune.

## Monumenti e luoghi d'interesse

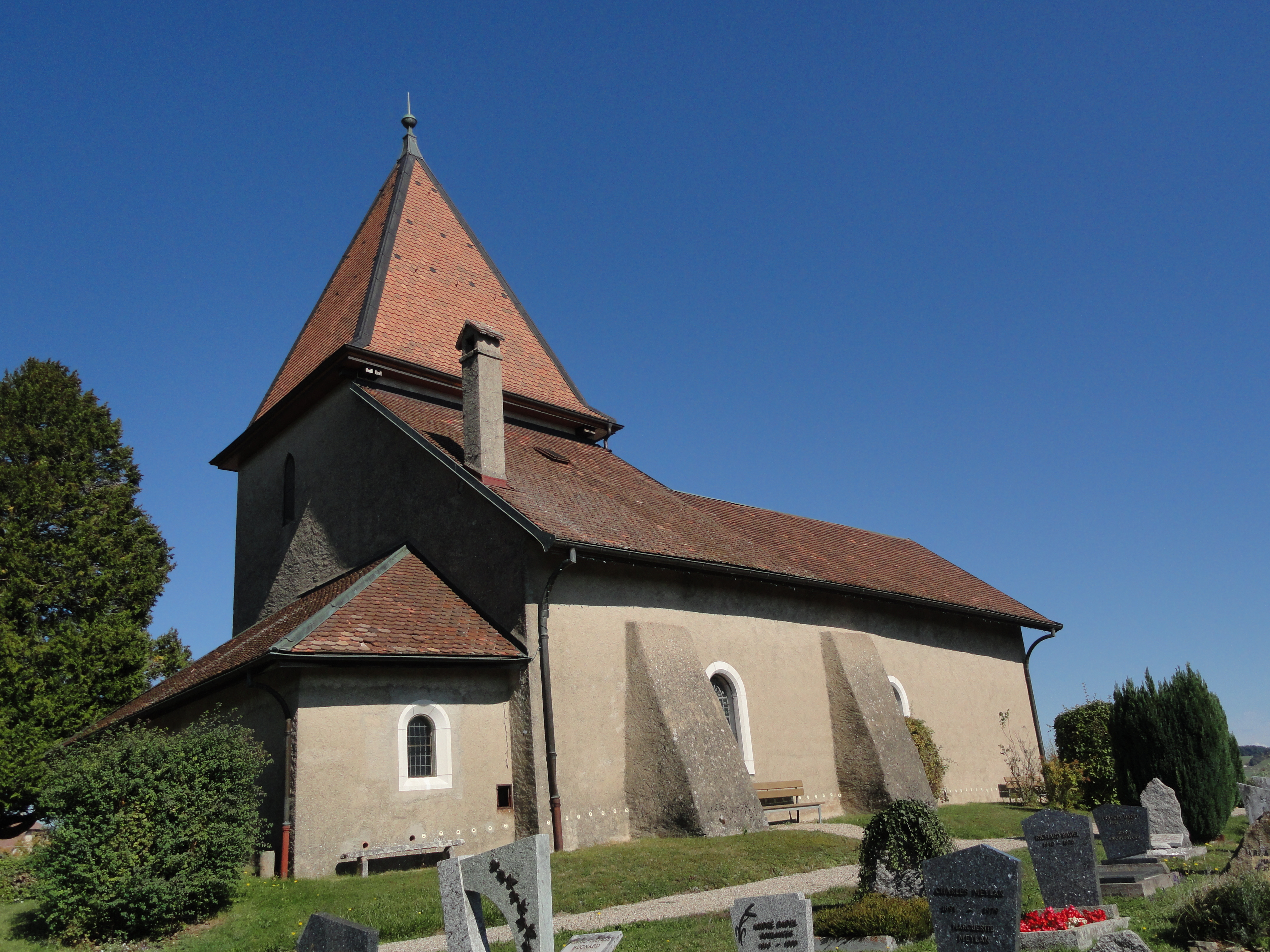
La chiesa di Nostra Signora

- Chiesa riformata di Nostra Signora, attestata dal 1148[2].

## Società

### Evoluzione demografica
L'evoluzione demografica è riportata nella seguente tabella:
Abitanti censiti

## Amministrazione
Ogni famiglia originaria del luogo fa parte del cosiddetto comune patriziale e ha la responsabilità della manutenzione di ogni bene ricadente all'interno dei confini del comune.